# Affonso Beato
Affonso Henriques Ferreira Beato (ur. 13 lipca 1941 w Rio de Janeiro) – brazylijski operator filmowy, okazjonalnie aktor. Dwukrotny laureat nagrody Candango Trophy, nominowany także do Goi (2000, za pracę przy dramacie Wszystko o mojej matce).
Posiada tytuł licencjata sztuk pięknych. Jest członkiem Amerykańskiego Stowarzyszenia Operatorów Filmowych (American Society of Cinematographers, ASC). W branży filmowej aktywnie obecny od roku 1965, jest autorem zdjęć do blisko pięćdziesięciu filmów.

## Filmografia (wybór)
- Wielki luz (The Big Easy, 1987)
- Kwiat mego sekretu (La flor de mi secreto, 1995)
- Drżące ciało (Carne trémula, Live Flesh, 1997)
- Wszystko o mojej matce (Todo sobre mi madre, 1999)
- Ghost World (2001)
- Szkoła stewardes (View from the Top, 2003)
- Kropka nad i (Dot the i, 2003)
- Królowa (The Queen, 2006)
- Miłość w czasach zarazy (Love in the Time of Cholera, 2007)